# Немировский молочный завод
Немировский молочный завод — предприятие пищевой промышленности в городе Немиров Немировского района Винницкой области Украины, прекратившее своё существование.

## История
Небольшой маслосыродельный завод в райцентре Немиров был создан в 1920е годы, после образования Немировского района и изначально относился к категории предприятий местной перерабатывающей промышленности.
В ходе индустриализации, в соответствии с первым пятилетним планом развития народного хозяйства СССР в посёлке был проведён водопровод, промышленные предприятия были реконструированы и оснащены новым оборудованием.
В ходе Великой Отечественной войны с 22 июля 1941 до 10 января 1944 года Немиров оккупировали немецкие войска. Промышленные предприятия райцентра пострадали, однако уже в конце 1944 года маслозавод был восстановлен и возобновил работу. Рабочие Немировского маслозавода собрали 100 тысяч рублей на строительство боевого самолёта для части, которая освобождала посёлок, и 23 ноября 1944 года на имя завода пришла телеграмма с благодарностью от Верховного Главнокомандующего И. В. Сталина.
После окончания войны, в соответствии с четвёртым пятилетним планом восстановления и развития народного хозяйства СССР в 1948 году к Немирову была подведена высоковольтная линия электропередач, что дало возможность увеличить производственную мощность всех предприятий райцентра.
После газификации города в 1960-х годах началось использование природного газа в производственных процессах. В годы семилетки и восьмой пятилетки (1966 - 1970) завод был реконструирован и оснащён новым оборудованием. В целом, за период с 1945 до 1970 года производственная мощность Немировского маслосыродельного завода была увеличена более чем в 12 раз.
В целом, в советское время маслосырзавод входил в число ведущих предприятий райцентра.
После провозглашения независимости Украины завод перешёл в ведение Государственного комитета пищевой промышленности Украины. В дальнейшем, государственное предприятие было преобразовано в открытое акционерное общество, переименовано в Немировский молочный завод, а затем стало филиалом ОАО "Винницамолоко".
В дальнейшем, завод использовался в качестве молокоприёмного пункта.
Начавшийся в 2008 году экономический кризис осложнил положение ОАО "Винницамолоко", и в начале июля 2010 года Немировский молокозавод был ликвидирован.
В октябре 2012 года хозяйственный суд Винницкой области возбудил дело о банкротстве компании ОАО "Винницамолоко". 18 апреля 2013 года компания была признана банкротом и началась процедура её ликвидации.